# 玫瑰坊 (加利福尼亞州)
玫瑰坊（英語：Rose Place）是位於美國加利福尼亞州萊克縣的一個非建制地區。該地的面積和人口皆未知。

## 地理
玫瑰坊的座標為38°09′57″N 122°49′04″W / 38.16583°N 122.81778°W，而該地的平均海拔高度為949米（即3113英尺）。